# Eschenrode
Eschenrode es una localidad alemana de Sajonia-Anhalt localizada en el distrito de Börde. Desde el 1 de enero de 2010 forma parte de la localidad de Oebisfelde-Weferlingen.

## Geografía
La localidad está ubicada a 5 km al sureste de Weferlimgen entre el bosque de Lappwald y la colina de Flechtingen. Las ciudades importantes más cercanas son Braunschweig, Wolfsburgo y Magdeburgo
La zona está rodeada por tres bosques y hace linde con el pueblo de Nievoldhagen.

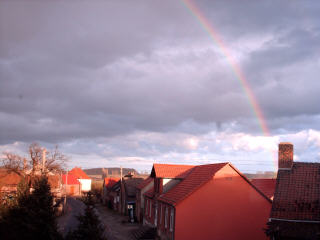
Imagen de agosto en Eschenrode

## Historia
La primera mención de "Haskenroth" está fechada en el año 1158 a través de un documento del Papa Adriano IV en la abadía de Mariental. 
El obispo Hildegrim de Châlons de la iglesia de Eschenroder fue el primer obispo de la diócesis de Halberstadt en levantar 35treintaicinco parroquias. Nacido en 827, se cree que fue más antiguo que la villa.
A mediados del siglo XI, la iglesia fue el lugar del arzobispado. Los obispos de Halberstädter y sus respectivas iglesias estuvieron subordinadas al distrito. 
En 1224 fueron traspasadas veintidós iglesias a la archidiócesis de Eschenrode.

## Demografía
| Año  | Habitantes |
| ---- | ---------- |
| 1910 | 353        |
| 1933 | 303        |
| 1939 | 284        |
| 1964 | 285        |
| 1971 | 265        |

| Año        | Habitantes |
| ---------- | ---------- |
| 1981       | 214        |
| 31.12.1985 | 199        |
| 31.12.1989 | 199        |
| 31.12.1990 | 192        |
| 1993       | 198        |

| Año        | Habitantes |
| ---------- | ---------- |
| 31.12.1995 | 183        |
| 31.12.2000 | 178        |
| 31.12.2001 | 176        |
| 31.12.2002 | 182        |
| 31.12.2003 | 169        |

| Año        | Habitantes |
| ---------- | ---------- |
| 31.12.2004 | 172        |
| 31.12.2005 | 173        |
| 31.12.2006 | 174        |
| 31.12.2007 | 167        |

## Infraestructuras
Eschenrode está situada a 11 km de la autopista B1 que conecta Braunschweig con Berlín. La autobahn más próxima es la A2 a 14 km hacia la salida a Alleringersleben.

## Iglesia

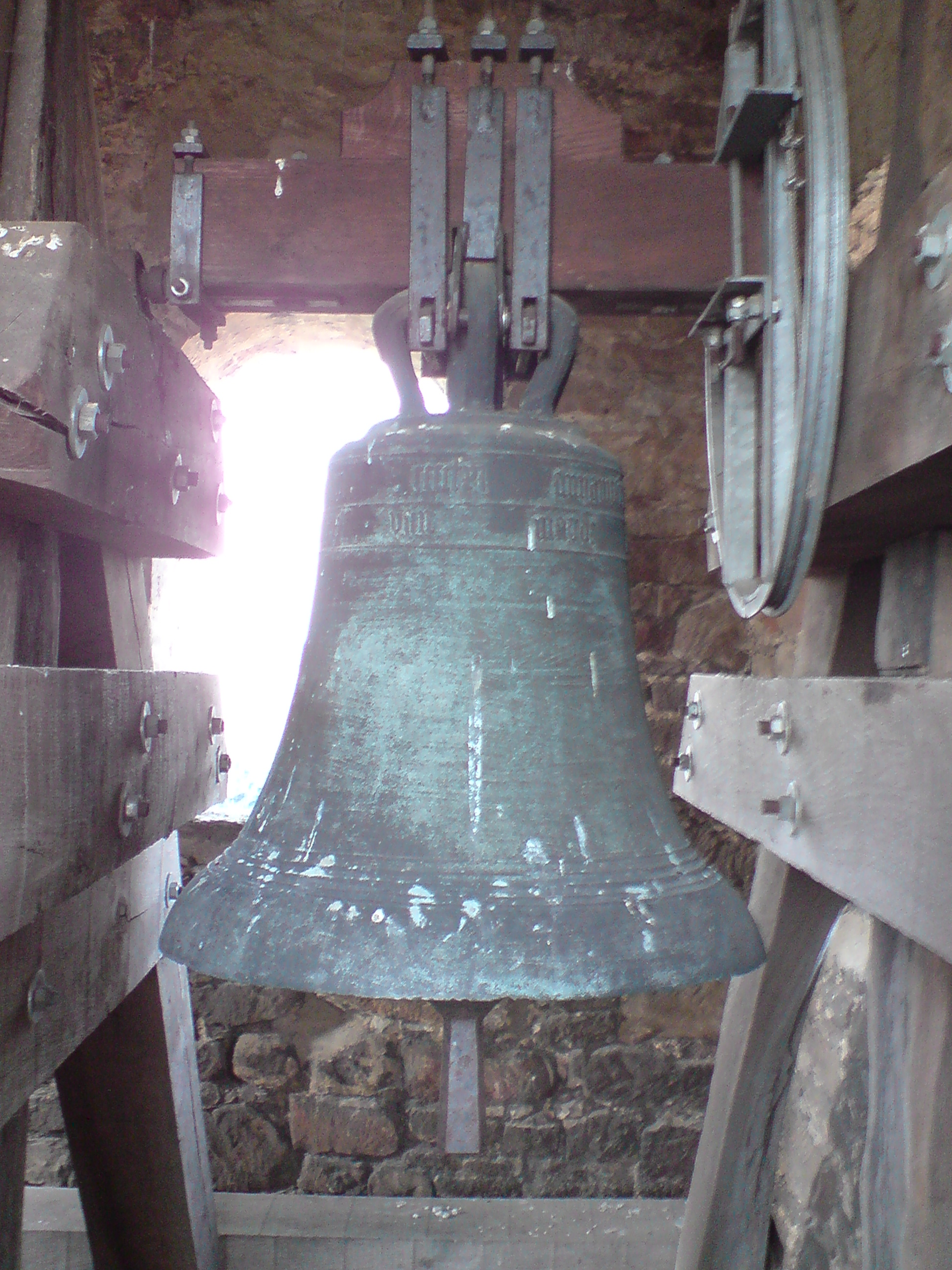
Campana de Nievoldhagen

La iglesia fue erigida en nombre de San Esteban. Dentro se encuentra un Bodeorgel: un ángel bautismal y una campana que según una leyenda, fue encontrada en Nievoldhagen, asentamiento donde se levantaron los muros del templo.